# شرط الأسد في القانون التجاري السعودي
شرط الأسد هو شرط يقضي باستبعاد أو حرمان أحد الشركاء من أرباح الشركة أو إعفائه من خسائرها، وهو ما يعرف بشرط الأسد، وتسمى الشركة التي تتضمن مثل هذا الشرط بشركة الأسد.

## الغرض من الشركة
ان الغرض من تكوين الشركة هو تحقيق الربح، ولكن ذلك لا يكفي لتكوين الشركة، بل يجب ان يشترك، الشركاء في تقسيم الأرباح والخسائر 
يقتضي اقتسام الأرباح والخسائر وهو ركن من الأركان الموضوعية الخاصة في القانون التجاري السعودي كما نصت المادة الأولى صراحة أن يشترك كل شريك في الحصول على نسبة من أرباح الشركة، وتحمل كذلك نسبة من خسائرها. لذا لا يجوز استبعاد أي شريك أو حرمانه من الحصول على نسبة من الأرباح.

## شروط الأسد
1. حرمان أحد الشركاء من الربح.
2. تحميل أحد الشركاء كل الخسائر أو تحصينه منها.
3. تخصيص كل الارباح لشريك واحد أو اكثردون الاخرين.
4. التحديد المسبق لنسبة ثابتة من حصة الشريك كربح بغض النظر عن الظروف المالية للشركة.
5. استرداد أحد الشركاء حصته عند حل الشركة كاملة وسالمة من أي خسارة.
6. انقاص نصيب أحد الشركاء من الارباح مقابل عدم اشتراكه بالخسائر.

## وجود شرط الأسد في عقد الشركة
لم يجمع الفقهاء والتشريعات المختلفة على موقف واحد من شرط الأسد، فذهب جانب من الفقهاء والتشريعات إلى القول ببطلان الشركة برمتها متى تضمنت شرطا أو أكثر من شروط الأسد، بينما ذهب جانب آخر إلى بطلان الشرط وصحة الشركة مع تقرير حق طلب فسخ عقد الشركة للشريك أو الشركاء اللذين لحقهم ضرر من شرط الأسد.

## نظام الشركات السعودي
ولقد أخذ نظام الشركات السعودي بالاتجاه الحديث والذي يقضي تضمين عقد الشركة شرطا من شروط الاسد إلى بطلان الشرط وحده وجاء ذلك صراحة في المادة السابعة من النظام ولم يرد الاستثناء إلا في حالة نصت عليها الفقرة الثانية من ذات المادة بالقول ومع ذلك يجوز الاتفاق على إعفاء الشريك الذي لم يقدم غير عمله من المساهمة في الخسارة بشرط ألا يكون تقرر له أجر عن عمله، بذلك لايجوز اعفاء الشريك من الخسارة إذا ساهم بحصة مالية وبعمله فقط وتم تعيين أجر له مقابل العمل.